# オート＝ブルターニュ

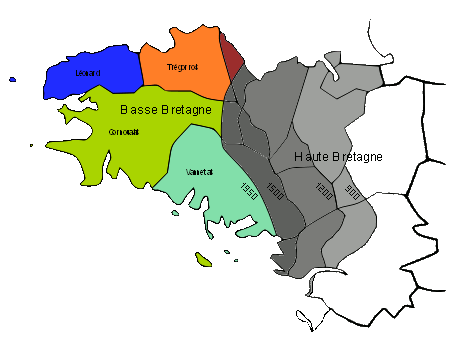
バス＝ブルターニュとオート＝ブルターニュ

オート＝ブルターニュ地形図

オート＝ブルターニュ （La Haute-Bretagne、ガロ語:Haùtt-Bertaèyn、ブルトン語:Breizh-Uhel）は、フランス、ブルターニュの東部地方。
歴史的に、オート＝ブルターニュはブルトン語の使用が忘れ去られ、ロマンス語であるガロ語が話されている。一方でブルターニュ西部のバス＝ブルターニュではブルトン語が優勢である。都市から遠く離れた東部の境界に至っては、ブルトン語の使用はほんのわずかとなっている。オート＝ブルターニュの地方言語はガロ語とオイル語ということになる。

## 概要
明らかに、オート＝ブルターニュの面積は何世紀もかけて西進してきた。10世紀終わりまでに大陸ブルトン語は転換されていった。UU、GU、GOのつづりで始まる地名は消え、Vで始まる地名に変わっていった。地名学上では、サンマロからサン＝ナゼールに至る線が境界とみなされていた。
10世紀、現在のイル＝エ＝ヴィレーヌ県のコミューン、ヴェルン・シュル・セシュやヴィニョックでは既にロマンス語が話されていた一方で、ギニェン、ゲル、ゲムネ＝パンフォといった地ではブルトン語が話されていた。
1554年、サン＝ブリユーからル・クロワジックまでの線の以東がバス＝ブルターニュであるとされた。今日の境界はパンポルからヴァンヌまでの線とされている。この境界は徐々に消滅しようとしている。なぜならば、ブルターニュ西部の住民が言語を学んだ結果ブルトン語を用いなくなっていったのと、ブルターニュの東部にブルトン語話者が移住しているからである。
オート＝ブルターニュには、イル＝エ＝ヴィレーヌ県、ロワール＝アトランティック県、モルビアン県東部、コート＝ダルモール県東部が含まれる。
言語学的境界線は、おおよそで西部はサン＝ブリユーからヴァンヌに至る線、東部の境界はメーヌやアンジューとの境界で話されるマイエンヌ語やアンジュヴァン語、ポワトヴァン語が優勢となって失われている。南の境界は、ロワール川南側のレ地方のコミューンである。